# Antonio Linage Revilla
Antonio Linage Revilla (Sepúlveda, 1905-Madrid, 1939) fue un abogado y procurador español, «culto, liberal y convencido militante de Izquierda Republicana».

## Biografía
Se casó el 22 de septiembre de 1930 con la también sepulvedana Petra Conde Sanz. Hijo único de esta unión sería el historiador Antonio Linage Conde.
En la primavera de 1936 ocupó la vicepresidencia de la Diputación Provincial segoviana. Al estallar la guerra civil española, el matrimonio se encontraba en Madrid. Antonio, tras colaborar en la creación de las milicias segovianas junto con los escultores Alberto y Emiliano Barral, se alistó y fue destinado en el cuartel general del ejército republicano en Caspe, desde donde realizó varias misiones con el rango de oficial de Intendencia y contrajo la tuberculosis que le llevaría a la muerte poco antes del final de la contienda. Tras pasar por Valencia, regresó a Madrid para integrarse en la defensa de Madrid al frente de la Secretaría General de la Comandancia General de Milicias.
Por diversas peripecias del momento histórico el busto que le hiciera Barral en 1934, se expuso en el Pabellón de España de la Exposición Universal de París celebrada en 1937.
Finalizada la guerra civil, y pesar de estar muerto, Linage Revilla fue juzgado por el Tribunal franquista de responsabilidades políticas, La sentencia fue el decomiso de todos los bienes del reo.